# Tish Hinojosa

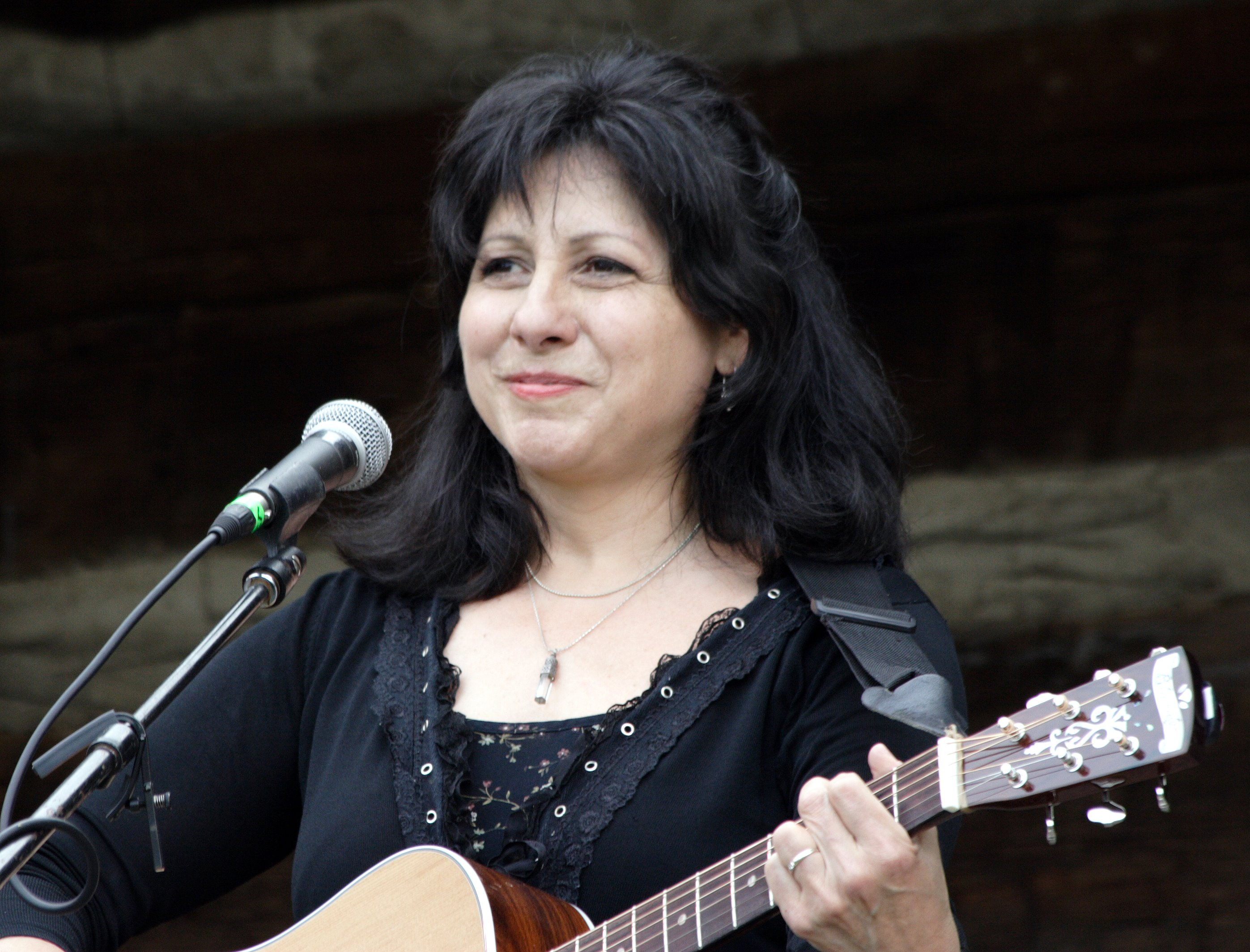
Tish Hinojosa

Leticia „Tish“ Hinojosa (* 6. Dezember 1955 in San Antonio, USA) ist eine US-amerikanische Sängerin und Songwriterin. Sie singt in englischer und spanischer Sprache in einer Mischung der Musikrichtungen Folk, Country (Bluegrass, Tex-Mex), Pop und Latin Pop.

## Biographie und künstlerisches Wirken
Tish Hinojosa kam als dreizehntes und jüngstes Kind mexikanischer Einwanderer in Texas zur Welt. In ihrer Jugend wurde sie beeinflusst von den traditionellen mexikanischen Liedern ihrer Eltern und der Pop- und Folkmusik aus dem Radioprogramm der 60er Jahre. Als Teenager begann sie Gitarre zu spielen und zu singen und hatte bald erste öffentliche Auftritte in ihrer texanischen Umgebung.
Im Jahr 1979 ging sie nach Taos, New Mexico und später nach Nashville, Tennessee, wo sie sich verstärkt der reinen Country-Musik widmete. Sie begann mit Musikern wie Michael Martin Murphey oder Bill & Bonnie Hearne zusammenzuarbeiten, die sie ermunterten, ihre eigenen Songs zu schreiben.
1987 erschien ihre erste Veröffentlichung unter dem Namen Taos to Tennessee. Ihr Album Culture Swing von 1992 wurde von der National Association of Independent Record Distributors (NAIRD) als Indie Folk Album of the Year ausgezeichnet. Als Ehre kann Tish Hinojosa für sich auch verbuchen, vom US-Präsidenten Bill Clinton und seiner Frau für ein Konzert ins Weiße Haus eingeladen worden zu sein. In ihrer langjährigen Laufbahn arbeitete Tish Hinojosa bereits mit vielen bekannten Musikern zusammen, wobei hier Joan Baez, Kris Kristofferson, Dwight Yoakam, Nanci Griffith, Pete Seeger, Flaco Jiménez oder Los Lobos zu nennen sind.
Tish Hinojosa engagiert sich im humanitären Bereich als Sprecherin von Organisationen wie National Latino Children's Agenda oder National Assoc. Of Bilingual Education oder für die United Farm workers of America. Sie hat aus einer früheren Ehe zwei Kinder. Sie lebt in Austin, Texas.

## Diskographie
- 2019: My Homeland
- 2018: West
- 2013: After The Fair
- 2008: Our Little Planet
- 2006: Retrospective
- 2005: A Heart Wide Open
- 2003: From Texas for a Christmas Night
- 2003: Best of Tish Hinojosa – Live
- 2000: Sign of Truth
- 1997: The Best of the Sandia: Watermelon 1991–1992
- 1996: Soñar del Laberinto
- 1996: Dreaming From The Labyrinth/Soñar del Laberinto
- 1996: Cada Niño/Every Child 1996
- 1995: Frontejas
- 1994: Destiny's Gate
- 1992: Culture Swing
- 1992: Taos to Tennessee (Neuausgabe auf CD)
- 1991: Memorabilia Navideña (Neuausgabe auf CD)
- 1991: Aquella Noche
- 1991: Memorabilia Navideña (Musikkassette)
- 1989: Homeland
- 1987: Taos to Tennessee (Musikkassette)